# Književnost u 1842.
◄◄ | ◄ | 1839. | 1840. | 1841. | 1842.  | 1843. | 1844. | 1845. | ► | ►►
Arhitektura • Astronomija • Biologija • Fotografija • Glazba • Kazalište • Kemija • Kiparstvo • Knjige • Književnost • Kršćanstvo • Meteorologija • Medicina • Politika • Pravo • Promet • Slikarstvo • Šport • Znanost • Željeznički promet
Književnost u 1842.

## Svijet

### Književna djela
- Kabanica Nikolaja Vasiljeviča Gogolja
- Mrtve duše Nikolaja Vasiljeviča Gogolja

## Vanjske poveznice
|  | Zajednički poslužitelj ima još gradiva o temi Književnost u 1842. |